# Зугрэсский маньяк
«Зугрэсский маньяк» — предполагаемый серийный убийца из Донецкой Народной Республики, который по версии следствия в течение нескольких месяцев 2021 года совершил как минимум 6 убийств с особой жестокостью на территории города Зугрэс. Преступник совершал нападения на своих жертв без корыстных мотивов, убивая их путём нанесения колото-режущих ран. В ноябре 2021 года правоохранительными органами был арестован подозреваемый из числа местных жителей города, однако достоверных сведений о его причастности к убийствам и дальнейшем осуждении в последующие годы так и не поступило.

## Серия убийств и способ действия
В течение осенних месяцев 2021 года преступник по версии следствия совершил как минимум 6 убийств и 2 покушения на убийство. В совершении преступлений  «Зугрэсский маньяк» продемонстрировал выраженный ему образ действия. Он нападал на своих жертв, преимущественно пожилых людей в подъездах, укромных безлюдных местах, после чего убивал, не подвергая сексуальному насилию и не подвергая трупы убитых никаким постмортальным манипуляциям. После совершения убийств преступник оставлял тела жертв на месте совершения преступлений, не прилагая никаких усилий для их сокрытия и не похищая у них денег, ювелирных изделий и других вещей, представляющих материальную ценность. Ряд СМИ сообщали, что серийный убийца обезглавливал своих жертв с помощью топора, однако правоохранительные органы эти сведения в последующие месяцы не подтвердили.

## Расследование
Расследование преступлений велось Сотрудники Харцызского ГО полиции совместно с коллегами из Управления уголовного розыска «МВД ДНР» и городского отделения полиции города Зугрэса. В конце ноября 2021 года был задержан по подозрению в совершении убийств 46-летний житель Зугрэса, ранее не судимый мужчина. О мотивах своих поступков он рассказать следователям на допросе отказался.
Его задержание удалось произвести благодаря показаниям двух жертв маньяка, которым после его нападений удалось спастись. На основании их показаний сотрудники правоохранительных органов смогли составить фоторобот нападавшего и в дальнейшем сузить круг подозреваемых. Одной из выживших жертв нападения была местная жительница, которая в день нападения совершала вечернюю пробежку. Преступник после нападения, угрожая ножом, пытался оттащить жертву с дороги в кусты, но она оказала ему яростное сопротивление, после чего он обронил нож и попытался задушить женщину. Проезжавшая мимо машина испугала его, после чего он ее отпустил и бросился бежать. Вторым спасшимся от «Зугрэского маньяка» стал пожилой мужчина, на которого он напал, когда мужчина в одиночестве шел по безлюдной дороге. Пенсионер во время нападения оказал преступнику ожесточенное сопротивление, в ходе которого ему с помощью своей трости удалось отбиться от него и втянуть в разговор. Пожилой мужчина смог уговорить преступника не совершать убийство, предложив ему все имеющиеся у него деньги - 300 рублей и пообещав отдать его ближайшую пенсию в размере 6 тысяч, однако преступник ничего не сказал ему и, согласно свидетельствам пенсионера, молча сбежал с места происшествия.

Из показаний жертвы нападения: 
Он стал бросать в меня заточки и столовые ножи, говорит - «я должен тебя убить», я говорю - «а за что» - «вот мне надо убить тебя и все»
Вскоре после ареста подозреваемого, пресс-служба «МВД ДНР» опубликовала официальное видеоподтверждение информации об аресте подозреваемого. Представители прокуратуры заявили СМИ, что в случае осуждения подозреваемого по всем эпизодам будет добиваться вынесения ему максимального уголовного наказания в виде пожизненного лишения свободы.

## Подозреваемый
После ареста подозреваемого, ряд СМИ сообщили, что подозреваемым является житель Зугрэса Воловчук Александр Викторович, 1975 года рождения, который якобы состоял в приятельских отношениях с главой администрации города Зугрэс Романом Гладких, который в свою очередь намеревался сделать Воловчука депутатом городского совета. Однако в последующие годы, подтверждения информации о том, что «Зугрэсским маньяком» был Александр Воловчук, со стороны правоохранительных органов не поступило.